# Januar 2006
Portal Geschichte | Portal Biografien | Aktuelle Ereignisse | Jahreskalender | Tagesartikel

◄ |
20. Jahrhundert |
21. Jahrhundert

◄ |
1970er |
1980er |
1990er |
2000er
| 2010er | 2020er | 2030er | ►

◄ |
2002 |
2003 |
2004 |
2005 |
2006
| 2007 | 2008 | 2009 | 2010 | ►

◄ |
Oktober 2005 |
November 2005 |
Dezember 2005 |
Januar 2006 |
Februar 2006 |
März 2006 |
April 2006 |
►
Dieser Artikel behandelt tagesbezogene Nachrichten und Ereignisse im Januar 2006.

## Tagesgeschehen

### Sonntag, 1. Januar 2006

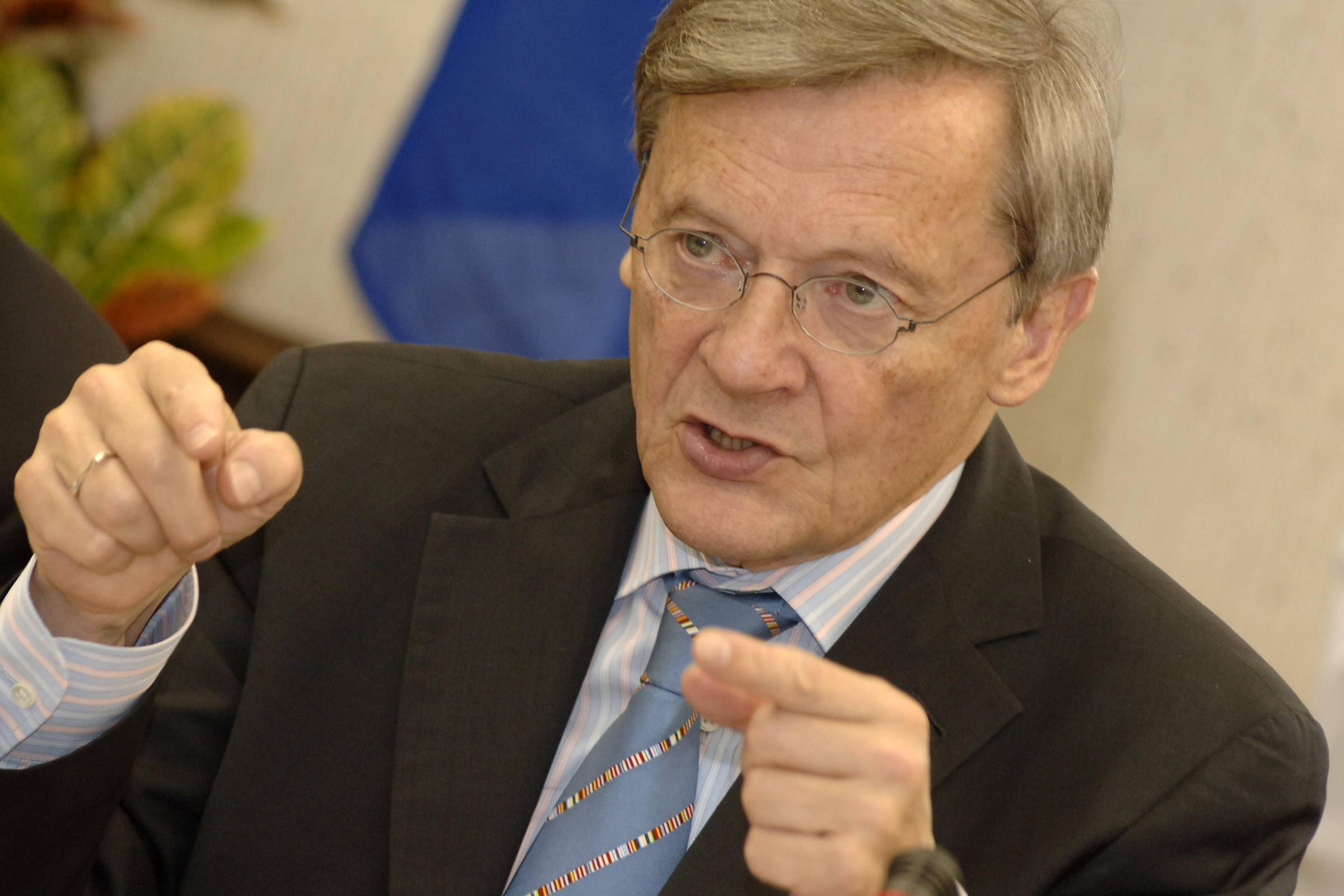
Wolfgang Schüssel

- Berlin/Deutschland: Der Bau von Eigenheimen wird nicht mehr durch die Eigenheimzulage gefördert. Wenn der Baubeginn vor dem heutigen Tag lag, kann die Zulage noch beantragt werden.[1]
- Bern/Schweiz: Der SP-Politiker Moritz Leuenberger wird erneut Bundespräsident. Er hatte das Amt bereits 2001 inne.[2]
- Madrid/Spanien: Das landesweite Gesetz zum Nichtraucherschutz tritt in Kraft. Rauchen ist somit in Bürogebäuden, kulturellen Einrichtungen, Einkaufszentren und öffentlichen Verkehrsmitteln verboten. In größeren Gaststätten müssen Zonen für Nichtraucher eingerichtet werden.
- Moskau/Russland: Im russisch-ukrainischen Gasstreit stellt das Erdgasförderunternehmen Gazprom die Lieferungen an Naftohas, den nationalen Gasversorger der Ukraine, ein.
- New York/Vereinigte Staaten: Ghana, Katar, die Republik Kongo, Peru und die Slowakei werden neue nichtständige Mitglieder im Sicherheitsrat der Vereinten Nationen.[3]
- Sèvres/Frankreich: Das Internationale Büro für Maß und Gewicht fügt um 0.59 Uhr und 59 s Mitteleuropäischer Zeit eine Schaltsekunde in die Koordinierte Weltzeit (UTC) ein. Störende Einflüsse auf Erdbahn und -rotation ohne UTC-Korrektur hätten zur Folge, dass sich die Erde nach 90 Jahren erst mit 60 s Verzögerung an der Stelle einer kompletten jährlichen Sonnenumrundung befände.[4]
- Wien/Österreich: Die Republik Österreich übernimmt vom Vereinigten Königreich den Vorsitz im Rat der Europäischen Union. Den Vorsitz im Rat erhält Wolfgang Schüssel.[5]

### Montag, 2. Januar 2006
- Ankara/Türkei: Nach dem Tod eines 14 Jahre alten Jungen dementiert das Gesundheitsministerium, dass in der Türkei der Erreger der Vogelgrippe H5N1 virulent sei.
- Bad Reichenhall/Deutschland: Beim Einsturz der Eissporthalle sind fünfzehn Menschen ums Leben gekommen. Das Dach ist vermutlich wegen der großen auf ihm lastenden Schneemassen während des öffentlichen Eislaufbetriebs eingestürzt.
- Berlin/Deutschland: Europas ältestes Flusspferd Bulette ist tot. Sie war 1952 im Berliner Zoo zur Welt gekommen und wurde dort einer der Lieblinge der Besucher. Bulette musste wenige Stunden vor dem Jahreswechsel eingeschläfert werden. Sie wurde 53 Jahre alt
- Berlin/Deutschland: In der Bundesrepublik ist die Gasversorgung durch den Streit zwischen Russland und der Ukraine nicht gefährdet. Davon gehen die Versorger aus. Russland hatte der Ukraine gestern wegen Preisstreitigkeiten den Gashahn abgedreht. In den Nachbarländern war danach der Druck auf den Gaspipelines gefallen.
- Berlin/Deutschland: SPD-Chef Matthias Platzeck hat sich für eine Rückbesinnung auf preußische Tugenden ausgesprochen. Platzeck will, dass in Deutschland Anständigkeit, Verlässlichkeit und Pflichterfüllung wieder mehr Einzug halten. In einem Interview sagte der SPD-Chef, dass das zwar altmodisch klingt, aber Deutschland wieder voranbringen kann.
- Köln/Deutschland: Die deutsche Familie Chrobog kehrt am Abend aus dem Jemen zurück. Der frühere Außenamts-Staatssekretär, seine Frau und ihre drei Söhne waren drei Tage in der Hand jemenitischer Entführer. Für die Freilassung zahlte Deutschland nach Angaben Jürgen Chrobogs kein Lösegeld.
- Südpazifik: Die Region um die Fidschi-Inseln ist von einem schweren Erdbeben erschüttert worden. Das Epizentrum des Bebens der Stärke 7,1 habe rund 100 Kilometer nördlich der Insel Ndoi gelegen, teilte das US-Erdbebeninstitut auf seiner Webseite mit. Über mögliche Opfer oder Schäden wurde zunächst nichts bekannt. Der Erdstoß habe sich in einer Tiefe von knapp 600 Kilometern ereignet. Wie CNN berichtete, wurde eine zunächst für die US-Westküste herausgegebene Tsunami-Warnung von den Behörden wieder zurückgezogen.

### Dienstag, 3. Januar 2006
- Bad Reichenhall/Deutschland: Die Rettungsarbeiten an der eingestürzten Eissporthalle kommen nur langsam voran. Hunderte Helfer versuchen seit dem Einsturz die noch vermissten Menschen zu retten. Erschwert werden die Rettungsarbeiten durch pausenlosen Schneefall. Das Dach der Eishalle von Bad Reichenhall war gestern Nachmittag unter der Schneelast zusammengebrochen. Mindestens 50 Menschen sollen zu diesem Zeitpunkt in der Halle gewesen sein.
- London/Vereinigtes Königreich: Ein Lotto-Gewinner mit Anspruch auf umgerechnet 14 Millionen Euro ließ die vorgeschriebene Frist von sechs Monaten verstreichen, ohne sich zu melden. Der Gewinn wird daher an gemeinnützige Projekte abgeführt.
- Paris/Frankreich: Die französische Regierung will den Ausnahmezustand im Land wieder beenden. Eine Sprecherin sagte, dass der Aufhebungsbeschluss voraussichtlich schon heute fallen soll. Der Ausnahmezustand galt wegen der Unruhen in französischen Vorstädten seit November.
- Stockholm/Schweden: In der Innenstadt müssen Autofahrer ab heute Mautgebühren zahlen. Während der Testphase bis Juli kostet jede Fahrt umgerechnet einen Euro. Die Stadtverwaltung will die Einwohner damit ermuntern, auf Bus und Bahn umzusteigen.
- Wien/Österreich: Die Gasversorgung in Österreich und Ungarn hat wieder normales Niveau erreicht. Die Versorger melden wieder normalen Druck auf den Gasleitungen. Infolge des russisch-ukrainischen Gasstreits und dem Lieferstopp an die Ukraine war gestern auch in den Nachbarländern nicht mehr so viel Gas angekommen, wie normalerweise.

### Mittwoch, 4. Januar 2006
- Warschau/Polen: Das Land will große Teile seiner Geheimakten zum Warschauer Pakt veröffentlichen. Historiker erwarten sich neue Erkenntnisse, insbesondere was die Gründe für den Einmarsch von Warschauer-Pakt-Truppen in die Tschechoslowakei 1968 sowie die Verhängung des Kriegsrechts 1981 in Polen betrifft.
- In den Ländern Slowakei, Tschechische Republik, Ukraine und Ungarn tritt die Karpatenkonvention in Kraft.

### Donnerstag, 5. Januar 2006
- Jerusalem/Israel: Ministerpräsident Ariel Scharon gerät nach einem Schlaganfall in Lebensgefahr. Die Ärzte stoppen nach mehreren Notoperationen die Hirnblutung. Scharon liegt seither im Koma.

### Freitag, 6. Januar 2006
- Bischofshofen/Österreich: Janne Ahonen aus Finnland gewinnt die 54. Vierschanzentournee wie im Vorjahr vor Roar Ljøkelsøy aus Norwegen.[6]
- Istanbul/Türkei: Ein weiteres an der Vogelgrippe H5N1 erkranktes Kind ist verstorben. Dabei handelt es sich um eine jüngere Schwester der zwei bereits vor einigen Tagen verstorbenen Geschwister.

### Samstag, 7. Januar 2006
- Bagdad/Irak: Eine amerikanische Journalistin wird entführt und ihr einheimischer Fahrer dabei getötet.
- Chemnitz/Deutschland: Die Höhner gewinnen die Krone der Volksmusik.

### Montag, 9. Januar 2006
- Nouakchott/Mauretanien: Auf der neunten Etappe der Rallye Paris-Dakar über 599 Kilometer von Nouakchott nach Kiffa in Mauretanien erlag der 42 Jahre alte australische KTM-Pilot Andy Caldecott nach einem Sturz seinen Verletzungen. Als Todesursache nannte der Dakar-Sportdirektor Etienne Lavigne einen Halswirbelbruch. Caldecott sei nach Aussage des Sportdirektors auf der Stelle tot gewesen.
- Straßburg/Frankreich: Les Verts fordern ein Verbot der Ausgabe von Suppe mit Schweinefleisch an Bedürftige. Die Zutat Schweinefleisch habe der Urheber der Aktion, die fremdenfeindliche Gruppierung Alsace d’abord (deutsch Das Elsass zuerst), extra hinzugefügt, um Juden und Moslems von der Hilfe auszuschließen.

### Dienstag, 10. Januar 2006
- Washington, D.C./Vereinigte Staaten: Die Bundesregierung der Vereinigten Staaten hat nach der Kritik von Bundeskanzlerin Angela Merkel das umstrittene Gefangenenlager Guantánamo auf Kuba verteidigt. Außenamtssprecher Sean McCormack erklärte am Montag, das Lager in der Basis Guantanamo sei aus einem ganz bestimmten Grund errichtet worden: „Es hält Leute, die sehr gefährlich sind, von der zivilisierten Gesellschaft fern“. Sollten die Häftlinge freigelassen werden, würden sie ihren Kampf sofort wieder aufnehmen, sagte McCormack. Die USA halten in dem Gefängnis an der Ostspitze von Kuba derzeit 520 „Terrorverdächtige“ fest, die meisten von ihnen aus Afghanistan oder Pakistan. Viele von ihnen sind seit Jahren ohne Anklage oder anwaltlichen Beistand inhaftiert. Washington betrachtet sie als „feindliche Kombattanten“, denen nicht die Rechte von Kriegsgefangenen eingeräumt werden.

## Weblinks

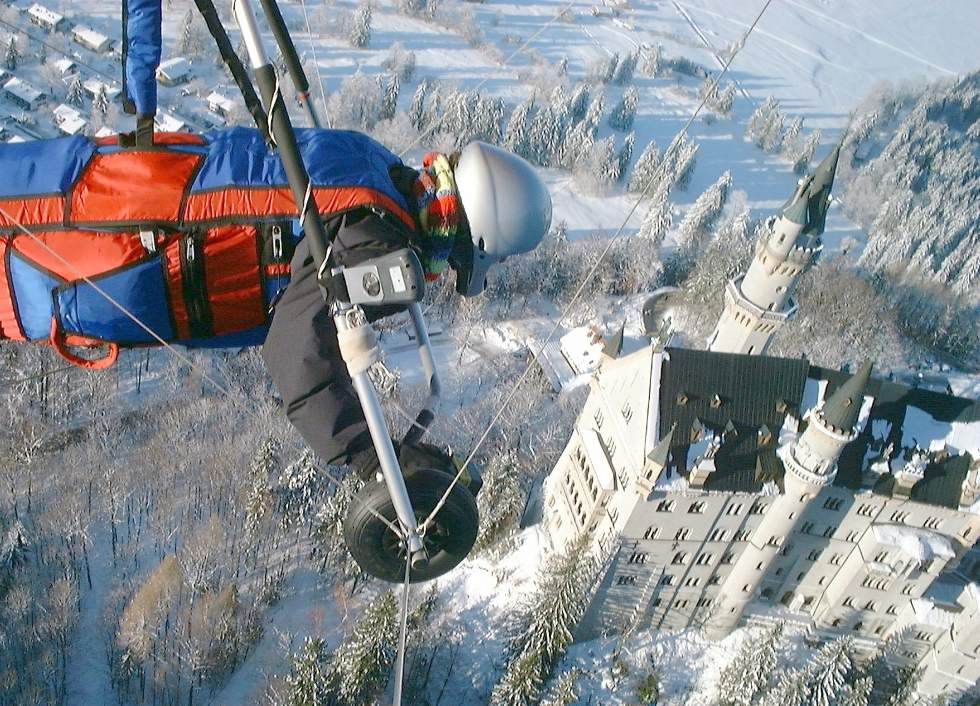
Bayern im Januar 2006

### Mittwoch, 11. Januar 2006

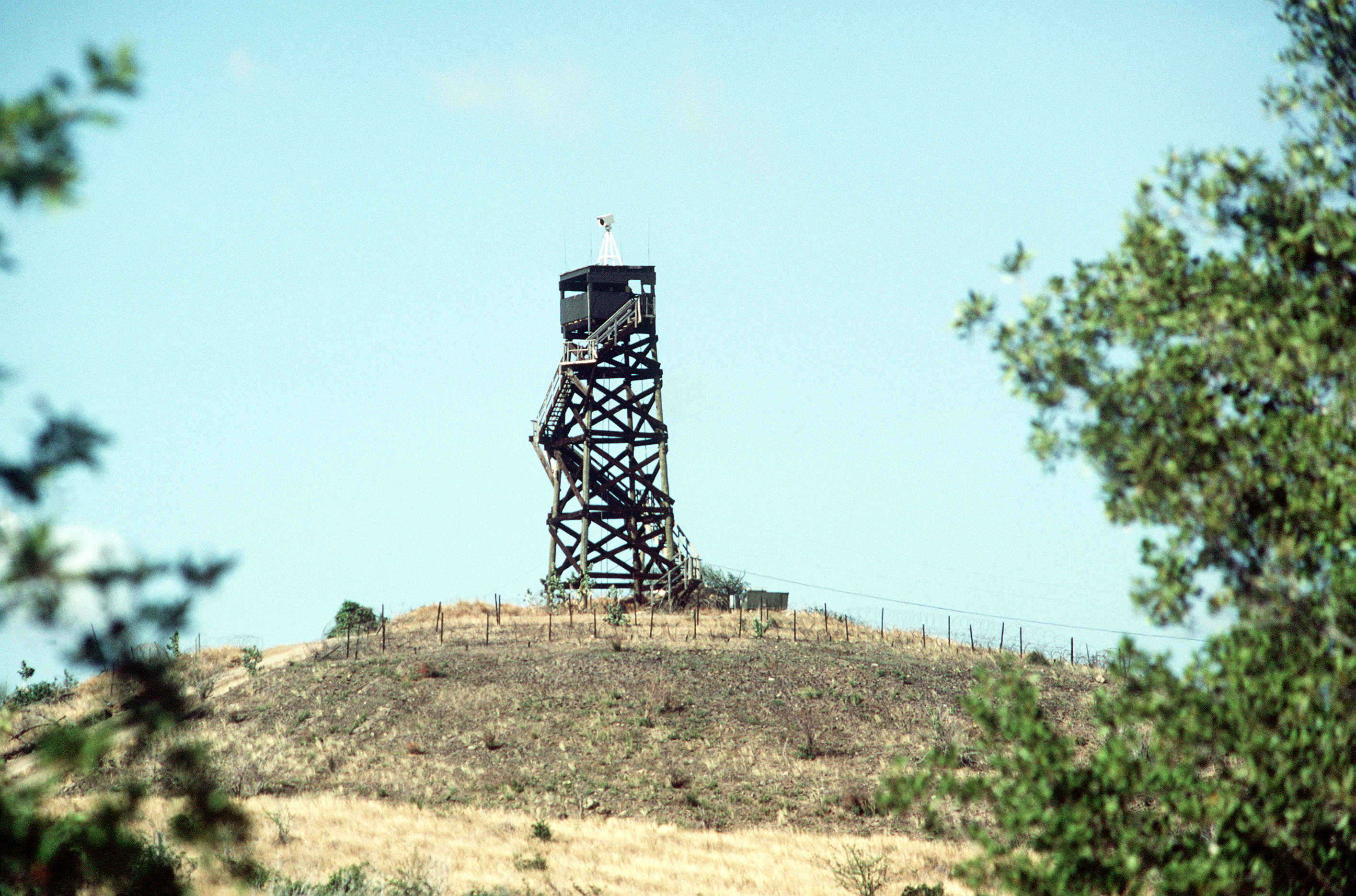
Guantanamo, Wachturm

- Berlin/Deutschland: Der Dance-DJ Markus Löffel, Künstlername DJ Spoon, wird im Alter von 39 Jahren tot in seiner Berliner Wohnung aufgefunden. Die Todesursache des gebürtigen Frankfurters ist vermutlich ein Herzinfarkt. DJ Spoon war ein wegweisender DJ der deutschen Techno-Bewegung.
- Guantanamo/Kuba: Begleitet von anhaltender Kritik an den Haftbedingungen und -dauer und von Vorwürfen, dass die Häftlinge keine Kriegsgefangenen nach Völkerrecht sind, nehmen die US-Behörden die Prozesse gegen zwei Inhaftierte des Lagers wieder auf. Einer der Angeklagten ist der 19-jährige Jemenit Ali Hamsa Ahmad el Bahlul, dessen in Pakistan getöteter Vater laut USA einer der wichtigsten Geldgeber Al-Qaidas war. Dem 19-Jährigen wird vorgeworfen, als Mitglied des Terrornetzwerks Al-Qaida an der Vorbereitung von Terrorakten beteiligt gewesen zu sein, außerdem habe er in Afghanistan einen US-Militärarzt mit einer Handgranate getötet.
- London/Vereinigtes Königreich: Zum vierten Jahrestag der Einrichtung des Gefangenenlagers in der Guantanamo Bay Naval Base erneuert und vertieft Amnesty International die bereits im Vorjahr erhobenen Folter-Vorwürfe.
- Zürich/Schweiz: Die Zürcher Zeitung SonntagsBlick berichtet über ein im November 2005 vom Schweizerischen Geheimdienst abgefangenes Fax des ägyptischen Außenministers Ahmed Aboul Gheit an seinen Londoner Botschafter, das als Bestätigung illegaler Praktiken der USA in ihrem „Krieg gegen den Terror“ auf europäischem Boden interpretiert werden kann. Der Außenminister wörtlich: Laut „eigenen Quellen [wurden] tatsächlich 23 irakische und afghanische Bürger auf dem Stützpunkt Mihail Kogalniceanu in der Nähe der Stadt Constanza am Schwarzen Meer verhört“. Weiter werden die Existenz ähnlicher Verhörzentren in der Ukraine, im Kosovo, in Mazedonien und Bulgarien und ein Einfliegen von Gefangenen auf dem polnischen Stützpunkt Szymany erwähnt.

### Donnerstag, 12. Januar 2006
- Istanbul/Türkei: Am Morgen wird der Attentäter Mehmet Ali Ağca aus dem Gefängnis entlassen. Er hatte am 13. Mai 1981 auf dem Petersplatz in Rom den im April 2005 verstorbenen Papst Johannes Paul II. mit mehreren Schüssen schwer verletzt. In Italien wurde Ağca auf Wunsch des Papstes nach 19 Jahren Haft begnadigt, obwohl er zu einer lebenslänglichen Haftstrafe verurteilt worden war. Zwei Jahre zuvor hatte er Abdu Ipekci, den Chefredakteur der Tageszeitung „Milliyet“, erschossen. 2000 wurde er an die Türkei ausgeliefert und erneut zu einer lebenslangen Haftstrafe verurteilt, die durch eine Amnestie in 10 Jahre Haft umgewandelt wurde. Durch seine gute Führung wurde er nun nach 5 Jahren Haft entlassen.
- Minā/Saudi-Arabien: Bei der alljährlichen Pilgerfahrt „Haddsch“ kam es in der Stadt Mena zu einer Massenpanik, bei der mindestens 345 Menschen getötet wurden. Zehntausende Menschen hatten sich dort versammelt, um die symbolische Steinigung des Teufels zu vollziehen. Dieses Ritual ist Teil der Wallfahrt nach Mekka. 2003 wurden bei einer Massenpanik 244 Menschen zu Tode getrampelt. 1990 waren es über 1000. Saudi-Arabien hatte sich nach den letzten Unglücken bemüht, für mehr Sicherheit zu sorgen. Es waren rund 60.000 Sicherheitskräfte im Einsatz.
- München/Deutschland: Nach Informationen der Süddeutschen Zeitung und des TV-Magazins Panorama zogen drei Tage vor Beginn des Irakkriegs zwei Agenten des Bundesnachrichtendienstes in die französische Botschaft in Bagdad im Irak ein, obwohl der Deutsche Bundestag zuvor gegen eine deutsche Beteiligung am Irakkrieg votierte. Ein ehemaliger Mitarbeiter des US-Verteidigungsministeriums bewertet die Hilfe der Deutschen als „sehr wichtig“.
- Paris/Frankreich: Das europäische Weltraum-Navigationssystem Galileo hat die erste Probephase bestanden. Zwei Wochen nach dem Start hat der Galileo-Testsatellit GIOVE-A die ersten Navigationssignale gesendet.

### Freitag, 13. Januar 2006

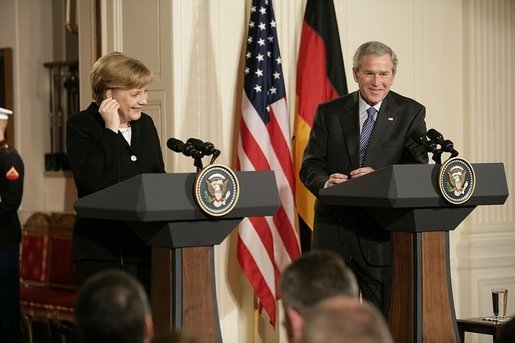
Angela Merkel zu Besuch bei George W. Bush

- Genf/Schweiz: Die europäischen Länder haben, nach Einschätzung von Europaratsermittler Dick Marty, seit mindestens zwei Jahren von den Geheimgefängnissen der Vereinigten Staaten in Europa gewusst. Seit zwei bis drei Jahren wüssten die Länder ganz genau, was hier vor sich gehe, sagte Marty am Freitagabend im Schweizer Fernsehen. Trotzdem seien die europäischen Regierungen „schockierend passiv“ geblieben. Manche Länder hätten aktiv mit den USA zusammengearbeitet, andere hätten die geheimen Gefängnisse des US-Geheimdienstes CIA hingenommen, und wieder andere hätten einfach weggeschaut, kritisierte der Schweizer Abgeordnete, der den Untersuchungsausschuss im Europarat leitet.
- Straßburg/Frankreich: Die Behörden untersagen Mitgliedern einer fremdenfeindlichen Gruppe die Ausgabe einer Suppe mit Schweinefleisch an Bedürftige, indem sie ihr ein Versammlungsverbot vor dem Straßburger Bahnhof erteilen.
- Washington, D.C./Vereinigte Staaten: Bundeskanzlerin Angela Merkel (CDU) hat die Wiederaufnahme des iranischen Atomprogramms scharf kritisiert. Die Staatengemeinschaft werde sich von Ländern wie dem Iran nicht einschüchtern lassen, sagte sie nach ihrem Gespräch mit US-Präsident George W. Bush am Freitag in Washington. Gerade aus deutscher Sicht seien die iranischen Worte gegen Israel „vollkommen inakzeptabel“. Bush sagte, die Welt dürfe die Entwicklung einer iranischen Atombombe nicht zulassen. Dies gelte insbesondere angesichts der Drohungen aus Teheran gegenüber Israel.

### Samstag, 14. Januar 2006
- Atlanta/Vereinigte Staaten, London/Vereinigtes Königreich: Die Rundfunkveranstalter BBC und CNN zitieren Aussagen der Streitkräfte Pakistans, nach denen ein Luftangriff der Streitkräfte der Vereinigten Staaten das Ziel verfehlte, den stellvertretenden Anführer der Terrororganisation Al-Qaida Aiman az-Zawahiri zu töten. Es seien 18 Bewohner des pakistanischen Dorfes Damadola getötet worden, die Streitkräfte der Vereinigten Staaten weisen eine Verantwortung zurück.
- Hamburg/Deutschland: Die Zeitschrift Der Spiegel wiederholt die Behauptung, dass der Bundesnachrichtendienst (BND) den Streitkräften der Vereinigten Staaten im Irakkrieg militärisch verwertbare Daten lieferte. Seit Aufkommen der Vorwürfe bestreiten ehemalige US-Militärs, dass der BND die Zielplanung „direkt“ unterstützte.
- Islamabad/Pakistan: Die pakistanische Regierung hat bei den USA scharfen Protest gegen den Luftangriff auf ihrem Territorium eingelegt. Außenminister Riaz Khan habe US-Botschafter Ryan Crocker einbestellt und eine Protestnote überreicht, so Ministeriumssprecherin Tasnim Aslam am Samstag zu AFP. Der pakistanische Informationsminister Sheikh Rashid verurteilte den US-Angriff mit mindestens 18 Toten als „hochgradig verdammenswert“. Er bedauere zutiefst, dass bei dem Zwischenfall so viele Zivilisten ums Leben gekommen seien.

### Sonntag, 15. Januar 2006
- Nablus/Palästinensische Autonomiegebiete: Israelische Soldaten haben eine Palästinenserin und ihren Sohn erschossen. Der Vorfall ereignete sich am Sonntagmorgen in einem Dorf in der Region von Nablus im Norden des Westjordanlandes, wie aus Sicherheitskreisen verlautete.
- Washington, D.C./Vereinigte Staaten: Nach sieben Jahren im All ist die Transportkapsel der Raumsonde „Stardust“ unter dem Beifall der beteiligten NASA-Wissenschaftler an Fallschirmen in der Wüste von Utah um 11:15 MEZ gelandet. In der Kapsel ist Kometenstaub, den „Stardust“ in den Tiefen des Sonnensystems eingesammelt hat. Zum ersten Mal seit drei Jahrzehnten brachte damit ein Raumfahrzeug wieder Material aus dem Weltall zur Erde. Die Mission kostete 212 Millionen US-Dollar.

### Montag, 16. Januar 2006

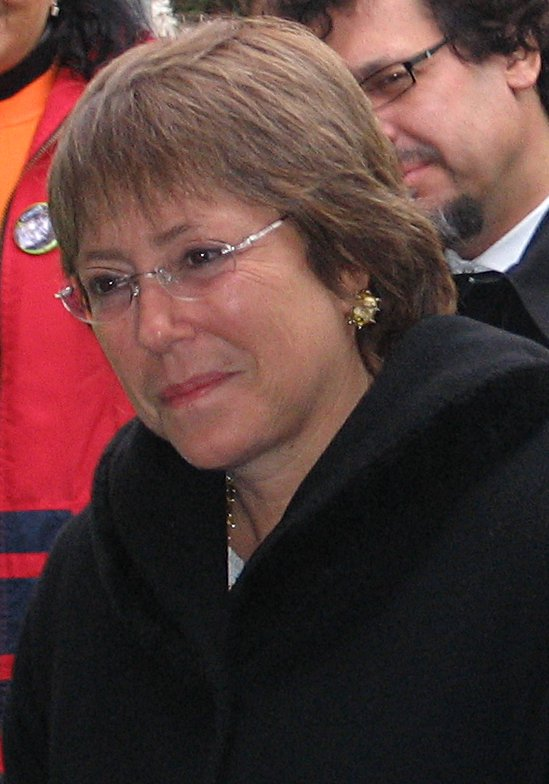
Michelle Bachelet

- Beverly Hills/Vereinigte Staaten: Bei der 63. Verleihung der Golden Globe Awards erhält der Film Brokeback Mountain des amerikanisch-taiwanischen Regisseurs Ang Lee die Auszeichnung in der renommierten Kategorie Bester Film – Drama sowie drei weitere Trophäen.[7]
- Monrovia/Liberia: Erstmals in der Geschichte des afrikanischen Kontinents wird eine Frau als gewähltes Staatsoberhaupt vereidigt. Die Wirtschaftsexpertin Ellen Johnson-Sirleaf hat versprochen, sich für Versöhnung und Wiederaufbau des Landes einzusetzen. Dort herrschte 14 Jahre lang Bürgerkrieg. An der Feier in Monrovia nahmen unter anderem die amerikanische First Lady Laura Bush und zahlreiche afrikanische Staatsoberhäupter teil.
- Santiago/Chile: Michelle Bachelet ist erste Präsidentin des Landes. Michelle Bachelet vom Wahlbündnis Concertación gewinnt mit 54 Prozent vor Piñera mit 46 Prozent die Stichwahl am Sonntag chilenischer Zeit. Sie löst Präsident Ricardo Lagos vom gleichen Bündnis ab (Präsidentschaftswahl in Chile 2005/2006).

### Dienstag, 17. Januar 2006
- Berlin/Deutschland: Heide Simonis, die ehemalige Ministerpräsidentin des Landes Schleswig-Holstein, übernimmt die Amtsgeschäfte der UNICEF in Deutschland.

### Donnerstag, 19. Januar 2006
- Paris/Frankreich: Die Äußerungen des französischen Staatspräsidenten Jacques Chirac, Atomwaffen gegen den Terrorismus unterstützende Staaten einsetzen zu wollen, rufen zahlreiche Reaktionen hervor (mehr).
- Taipeh/Taiwan: Präsident Chen Shui-bian ernennt den ehemaligen Chef der regierenden Demokratischen Fortschrittspartei (DPP), Su Tseng-chang, zum neuen Ministerpräsidenten.

### Freitag, 20. Januar 2006

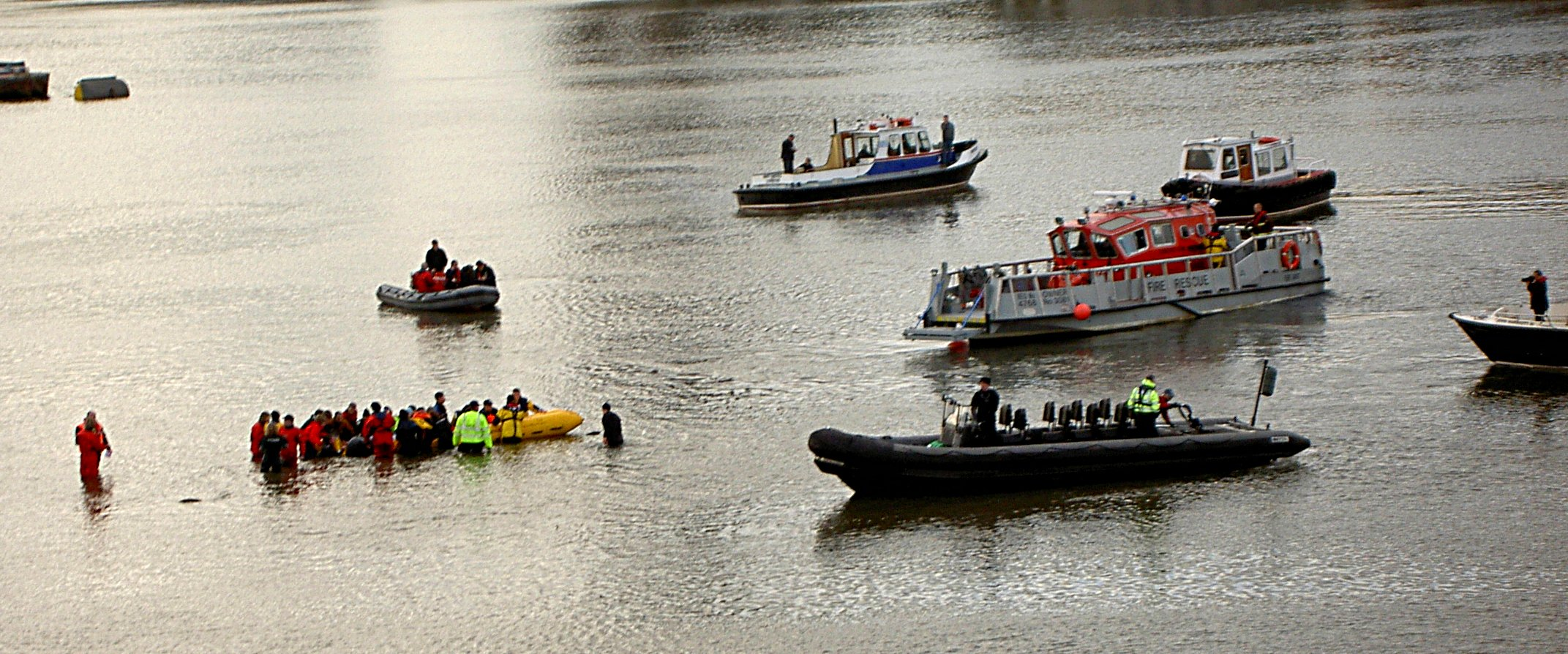
Wal-Rettungsversuche in der Themse

- Kairo/Ägypten: Gastgeber Ägypten gewinnt im Eröffnungsspiel der 25. Fußball-Afrikameisterschaft 3:0 gegen Libyen.[8]
- London/Vereinigtes Königreich: In der Themse wird ein Wal gesichtet. Das Tier hatte sich in den Fluss verirrt. Trotz aller Rettungsversuche stirbt er zwei Tage später durch übermäßigen Stress.[9][10]

### Sonntag, 22. Januar 2006

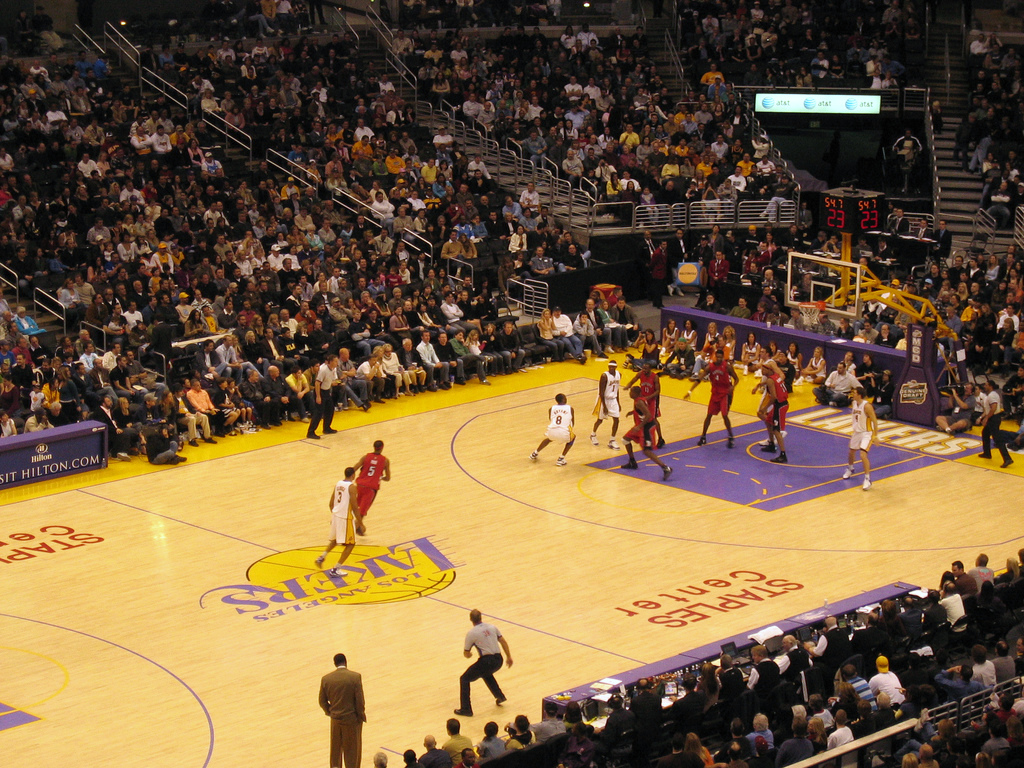
Das Spiel der Los Angeles Lakers gegen die Toronto Raptors endet 122:104

- Kathmandu/Nepal: Neue Zusammenstöße zwischen Maoisten und der Polizei führen zum Tod von 23 Personen, darunter sind 17 Aufständische. Die Maoisten fordern von König Gyanendra den kompletten Rückzug aus der Politik. Die Auseinandersetzungen dauern bereits circa zehn Jahre an.[11]
- La Paz/Bolivien: Der neue Präsident Evo Morales wird in sein Amt eingeführt. Der sozialistische „Bauernführer“ ist der erste Indio an der Spitze des südamerikanischen Landes. Im Wahlkampf kündigte Morales an, die Gas- und Öl-Vorkommen zu verstaatlichen und den Anbau des Cocastrauchs zu legalisieren, weil er die Lebensgrundlage vieler Bauern sei.
- Lissabon/Portugal: Der Konservative Aníbal Cavaco Silva erhält bei der Präsidentschaftswahl laut einem Zwischenergebnis der Wahlkommission mehr als 50 % der Stimmen. Nach Auszählung von knapp 93 % der Wahllokale lag Cavaco Silva bei 50,89 % der Stimmen. Da die noch nicht ausgezählten Wahllokale in den Großstädten lagen, schlossen manche Kommentatoren jedoch nicht aus, dass der Kandidat die absolute Mehrheit dennoch verfehlt haben und eine Stichwahl notwendig sein könnte.
- Los Angeles/Vereinigte Staaten: Beim Sieg gegen die Toronto Raptors wirft der Basketballer Kobe Bryant von den Los Angeles Lakers Körbe für 81 Punkte und damit die zweitmeisten, die bisher ein Spieler in einem Ligaspiel der National Basketball Association erzielte.[12]

### Montag, 23. Januar 2006
- Deutschland: Mit Tiefstwerten bis unter minus 34 Grad ist die Nacht vom 22. zum 23. der bisher kälteste Tag im Winter 2005/06. Bundesweit waren seit dem 22. Januar mindestens vier Menschen erfroren. Die Kältewelle aus Russland erreichte aber auch Frankreich, Tschechien, Rumänien, Österreich, Ungarn, Griechenland und die Türkei. Besonders schlimm bleibt die Lage in Polen. Dort erfroren seit Winterbeginn 150 Menschen, mindestens 21 allein am Wochenende 21./22. Januar.
- Nairobi/Kenia: In der kenianischen Hauptstadt stürzt ein fünfstöckiges Gebäude ein. Mindestens zwei Menschen werden getötet und etwa 60 verletzt. Stunden nach dem Einsturz sind noch immer Dutzende Menschen unter den Trümmern verschüttet. Die Ursache des Einsturzes ist noch ungeklärt.
- Podgorica/Montenegro: Vermutlich durch ein Versagen der Bremsen verunglückt ein Zug in der Nähe der Hauptstadt. Dabei stürzen alle Waggons in eine etwa 100 Meter tiefe Schlucht. Mindestens 39 Reisende werden getötet und 135 verletzt.
- Teneriffa/Spanien: In La Laguna brennt der zum UNESCO-Weltkulturerbe zählende Bischofspalast ab. Das Gebäude stammte aus dem 17. Jahrhundert.[13]

### Dienstag, 24. Januar 2006
- Ahvaz/Iran: In der westiranischen Stadt werden acht Menschen durch zwei Bombenexplosionen getötet und 46 weitere verletzt. Präsident Mahmud Ahmadineschad wollte heute ursprünglich eine religiöse Einrichtung in Ahvaz besuchen, er sagte die Reise jedoch kurzfristig ab. Eine Verbindung zwischen den Anschlägen und seiner Person bestehe nicht, erklärt er nach den Vorfällen.[14]
- Baidschi/Irak: Nach Angaben der irakischen Polizei wurden zwei deutsche Ingenieure aus einer Ölraffinerie in Baidschi verschleppt. Das Auswärtige Amt richtet einen Krisenstab ein.
- Frankfurt am Main/Deutschland: „Entlassungsproduktivität“ ist nach Ansicht einer Jury das Unwort des Jahres 2005.
- Ottawa/Kanada: Die Konservative Partei Kanadas hat die Parlamentswahlen gewonnen, die absolute Mehrheit allerdings verfehlt. Neuer Premierminister wird voraussichtlich Stephen Harper.

### Mittwoch, 25. Januar 2006

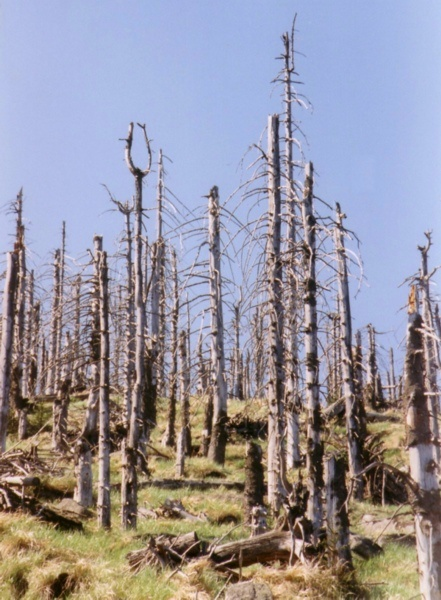
Stark geschädigte Bäume

- Burbank/Vereinigte Staaten: Der Medienkonzern Disney übernimmt den Hersteller computeranimierter Filme Pixar durch einen Aktientausch im Umfang von 7,4 Milliarden US-Dollar.
- Davos/Schweiz: Das Weltwirtschaftsforum eröffnet unter dem Motto „Kreativer Imperativ“ sein fünftägiges diesjähriges Treffen.
- Deutschland: In Deutschland ist etwa jede dritte Baumkrone durch Krankheit gelichtet. Der Waldzustandsbericht thematisiert insbesondere den verschlechterten Zustand der Eichen.
- Menlo Park/Vereinigte Staaten: Die Internet-Suchmaschine des Unternehmens Google Inc. wird in der Volksrepublik China künftig in einer zensierten Version angeboten. Als Grund werden chinesische Gesetze und Vorschriften genannt.
- Vatikanstadt: Die erste Enzyklika von Papst Benedikt XVI. wird veröffentlicht. Sie trägt den Titel „Deus caritas est“.[15]

### Donnerstag, 26. Januar 2006

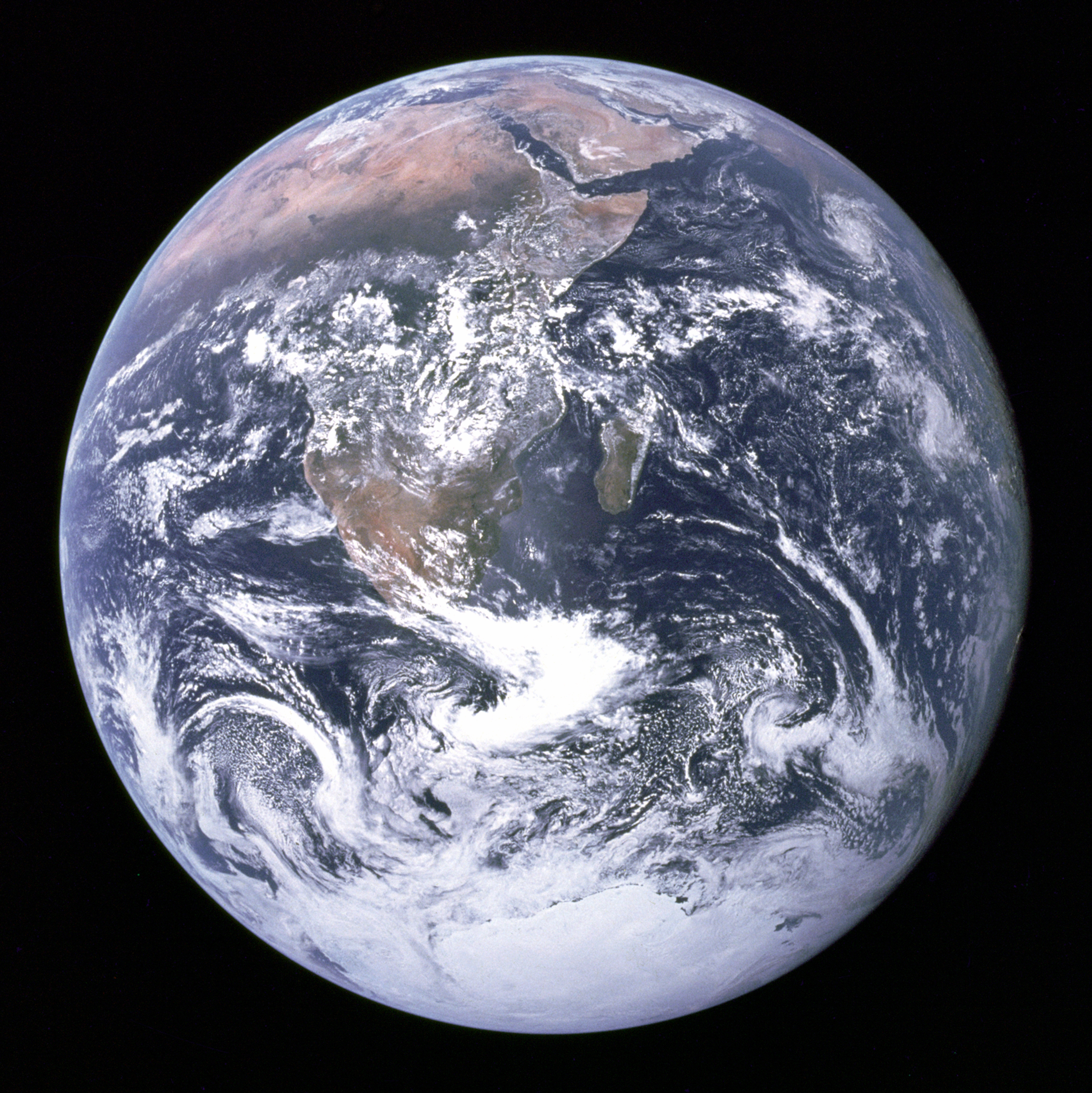
Das Ansteigen der durchschnittlichen Jahrestemperatur auf der Erde ist offiziell belegt

- Berlin/Deutschland: Der Deutsche Bundestag wählt Marianne Birthler mit großer Mehrheit erneut zur Bundesbeauftragten für die Stasi-Unterlagen.
- Berlin/Deutschland: Die Dienstleistungsgewerkschaft ver.di kündigt Streiks im öffentlichen Dienst der Länder und Kommunen an, um gegen eine Arbeitszeitverlängerung zu protestieren.
- Palästinensische Autonomiegebiete: Die Liste der Hamas hat anscheinend bei den Parlamentswahlen in den autonomen Palästinensergebieten 76 der 132 Mandate gewonnen. Ahmad Qurai (Fatah) kündigte seinen Rücktritt an.
- 2005 war nach Angaben der NASA weltweit das wärmste Jahr seit Beginn der Klimaaufzeichnungen vor über 100 Jahren; verantwortlich seien Treibhausgase.

### Freitag, 27. Januar 2006

Afrika: Länder mit hoher AIDS-Rate in rot

- Afrika: Auf dem Kontinent leben inzwischen 15 Mio. AIDS-Waisen unter 15 Jahren. In manchen Gebieten des südlichen Afrikas sind mehr als 30 % der Bevölkerung HIV-infiziert.
- Bandasee/Indonesien: Im Indischen Ozean kommt es knapp 200 km südlich der Stadt Ambon zu einem schweren Seebeben der Stärke 7,7 Mw.
- Darfur/Sudan: In der Krisenregion kommt es erneut zu Kämpfen. 180.000 Menschen starben bereits seit Ausbruch des Konflikts.
- Neu-Delhi/Indien: Das Land bestellt den US-Botschafter ein, nachdem dieser den Verkauf ziviler Nukleartechnologie in Frage stellte, sofern Indien in der IAEA nicht gegen den Iran stimmen werde.
- Palästinensische Autonomiegebiete: Obwohl noch nicht alle Stimmen in den Autonomiegebieten ausgezählt sind, gilt als sicher, dass die Hamas die absolute Mehrheit erhält. Die bisher regierende Fatah-Partei gesteht ihre Niederlage ein und die Hamas bietet der Fatah eine Zusammenarbeit in der künftigen Regierung an.
- Peking/China: Die Nachfrage der chinesischen Wirtschaft nach Stahl wird 2006 nach eigenen Angaben um 10 % anwachsen. Im Jahr 2005 lag das Wachstum bei 20 %.
- Rotterdam/Niederlande: Das Stahlunternehmen Mittal richtet ein Übernahmeangebot an die Aktionäre von Arcelor. Mittal ist bereit, dafür 40 Milliarden US-Dollar auszugeben. Bei Annahme des Angebots entstünde der größte Stahlhersteller der Welt.[16]

### Samstag, 28. Januar 2006
- Berlin/Deutschland: Bundesarbeitsminister Franz Müntefering plädiert dafür, spätestens im Jahr 2029 das Renteneintrittsalter vollständig auf 67 umzustellen.
- Caracas/Venezuela: Präsident Hugo Chávez droht der US-Regierung mit der Inhaftierung von US-Beamten, sollten sie vor Ort Informationen über die venezolanische Armee sammeln.
- Chorzów/Polen: Nach dem Einsturz des Dachs einer Messehalle werden mindestens 60 Tote geborgen. Zum Zeitpunkt des Unglücks sollen sich bis zu 1.000 Menschen im Gebäude aufgehalten haben.
- Hamburg/Deutschland: Der britische Finanzinvestor David Montgomery erwirbt nach der Übernahme des Berliner Verlags auch die Hamburger Morgenpost.

### Sonntag, 29. Januar 2006
- Helsinki/Finnland: Die Amtsinhaberin Tarja Halonen gewinnt die Stichwahl der finnischen Präsidentenwahlen gegen ihren konservativen Herausforderer Sauli Niinistö.
- Kopenhagen, Viby/Dänemark: Aus Protest gegen die in der Zeitung Jyllands-Posten im September 2005 veröffentlichten Karikaturen des Propheten Mohammed kündigt Libyen die Schließung seiner Botschaft in Dänemark an. Jyllands-Posten druckt eine Erklärung in arabischer Sprache ab, nach der die Karikaturen keine „Kampagne gegen den Islam“ darstellten.[17][18]
- Punjab/Pakistan: In der Provinz Punjab entgleist ein Zug mit etwa 400 Passagieren und stürzt in eine Schlucht. Mindestens 3 Menschen sterben, etliche werden verletzt.
- Laut einem Bericht der ARD will die deutsche Bundesregierung an der Lieferung zweier zum Abschuss von atomar bestückbaren Marschflugkörpern geeigneten U-Booten der Dolphin-Klasse an Israel festhalten.

### Montag, 30. Januar 2006

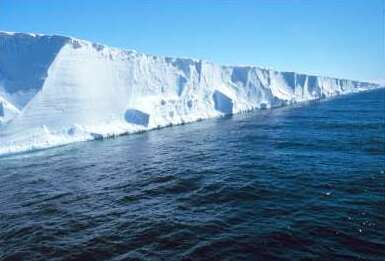
Das Abschmelzen polarer Eismassen setzt sich fort

- Der Klimawandel hat einer britischen Studie zufolge sehr viel dramatischere Folgen als bislang angenommen.
- ar-Rayyan/Katar: Die 5. Katar-Rundfahrt startet vom Khalifa International Stadium. Sieger des Etappenrennens ist nach 4 Tagen – am 3. Februar 2006 – der Belgier Tom Boonen.

### Dienstag, 31. Januar 2006
- Nürnberg/Deutschland: In Deutschland ist die Zahl der Arbeitslosen im Januar erstmals seit einem Jahr wieder über 5 Millionen gestiegen. Die Arbeitslosenquote erreicht 12,1 %.
- Washington, D.C./Vereinigte Staaten: Der Senat wählt Samuel Alito zum Richter am Obersten Gerichtshof. Er wird Richterin Sandra Day O’Connor ablösen.[19]